# Chlorek litu
Chlorek litu – nieorganiczny związek chemiczny, sól litowa kwasu solnego. Jedna z najbardziej higroskopijnych substancji.

## Otrzymywanie
Chlorek litu otrzymywany jest poprzez reakcję węglanu litu lub wodorotlenku litu z kwasem chlorowodorowym, a następnie krystalizację, która powyżej 95 °C daje sól bezwodną:
Li2CO3 + 2HCl → 2LiCl + CO2 + H2O
LiOH + HCl → LiCl + H2O
Z gorącego roztworu po ochłodzeniu formują się kryształy monohydratu.
Chlorek litu może być także uzyskiwany z naturalnych solanek oraz poprzez spalanie metalicznego litu w gazowym chlorze.

## Właściwości termochemiczne
|      | LiCl   | LiCl·H2O | LiBr·2H2O | LiBr·3H2O | jednostka |
| ΔHof | −97,66 | −170,3   | −242,0    | −313,4    | kcal/mol  |
| ΔGof | −91,87 | −151,0   |           |           | kcal/mol  |
| So   | 14,18  | 24,58    |           |           | cal/mol·K |
| Cp   | 11,47  |          |           |           | cal/mol·K |

## Zastosowanie
Chlorek litu wykorzystuje się do produkcji litu poprzez elektrolizę. W metalurgii stosuje się go, wraz z chlorkiem potasu (LiCl – 41 mol%, KCl – 59 mol%), jako mieszaninę eutektyczną. Oprócz tego znalazł zastosowanie w niskotemperaturowych bateriach dry-cell, jako osuszacz w klimatyzacji, topnik w spawaniu i lutowaniu, desykant, sztucznych ogniach oraz w wodach mineralnych i napojach bezalkoholowych. W biologii molekularnej wykorzystywany do selektywnego wytrącania RNA z roztworów.

## Wpływ na zdrowie
Sole litu w dużych dawkach mają negatywny wpływ na ośrodkowy układ nerwowy. W małych dawkach mają działanie neuroochronne.